# (1504) Lappeenranta
(1504) Lappeenranta es un asteroide perteneciente al cinturón de asteroides descubierto el 23 de marzo de 1939 por Liisi Oterma desde el observatorio de Iso-Heikkilä en Turku, Finlandia.
Está nombrado por Lappeenranta, una ciudad de Finlandia.